# Below the line
La técnica publicitaria «below the line» —que significa literalmente en castellano:bajo la línea— más conocida por su sigla BTL, consiste en el empleo de formas no masivas de comunicación para mercadeo dirigidas a segmentos de mercado específicos.
La promoción de productos o servicios, en la  teoría se lleva a cabo mediante acciones que se caracterizan por el empleo de altas dosis de creatividad, sorpresa y sentido de la oportunidad; lo cual crearía novedosos canales para comunicar mensajes publicitarios.
Se vale de medios tales como la mercadotecnia, los eventos, el mecenazgo, los medios de difusión no convencionales, promociones,  mercadeo directo y redes sociales, entre otros. 
Suele ser el complemento de campañas en medios de comunicación masivos o tradicionales denominadas «sobre la línea» (traducción literal de above the line, también conocido por sus siglas ATL).
En los modelos de comunicación personal, la retroalimentación —respuesta, reacción de la audiencia, — es instantánea. En cambio, con la comunicación masiva, no hay tal inmediatez. Los medios BTL no solo agilizan la respuesta, sino que hacen más medible la efectividad de la publicidad.
Embrace the line.— Esta denominación (literalmente: abraza la línea'), fue popularizada por Martín Bueno y Joe Wiseman en la agencia de publicidad JWT en la Ciudad de Nueva York, Estados Unidos, y hace referencia a las acciones de mercadeo que llevan una parte interactiva y que incluyen estrategias tanto ATL como BTL.
Es también una serie de elementos para hacer una publicidad «BTL, experiencias de marca», es uno de los primeros y pocos libros escritos sobre BTL, en el que el lector podrá encontrar definiciones y casos de Latinoamérica en la materia; el libro fue escrito por Geovanna Nassar, en Colombia.
BTL (Below The Line).— En 1999, la agencia Ogilvy® y su cliente, American Express®, se sentaron a la mesa a discutir su plan de medios. Trazaron una línea en un papel; en la parte superior de la línea (above the line), enlistaron los medios de comunicación comisionables, y, en la parte inferior de la línea (below the line), enlistaron los medios de comunicación no comisionables; ello únicamente con la intención de definir los costos de sus servicios. Es así como inicia el término BTL, que luego fue tomando un rumbo más específico hacia estrategias creativas de comunicación, aplicación de tecnologías en la publicidad, medios alternos y nuevos medios que se salen de lo convencional. Aunque las siglas BTL abrevian una expresión en inglés, esta forma de publicidad es conocida en Estados Unidos como guerilla marketing ('mercadotecnia de guerrilla'). Allan E. Hernández define el BTL como: Creatividad pura aplicada a nuestro entorno con fines de promoción y posicionamiento de marca, esfuerzos de comunicación no convencionales de alto impacto y bajo presupuesto.
El marketing BTL se caracteriza por el tú a tú, este tipo de marketing trata de involucrar directamente al consumidor con una campaña publicitaria creativa, de alto impacto y menor costo. El principal objetivo de este tipo de marketing es despertar un sentimiento en el público y que este se sienta atraído por la campaña, algunos tipos de estrategias de BTL pueden ser: ambient marketing, Street marketing, merchandising entre otros, el BTL es una campaña de alto impacto, es decir, crea atracción en el cliente a primera vista, lo cual, es beneficioso para la organización que la realiza.

## Historia
Algunos autores documentan el origen del término, como Jefkins (2000;76). Según este autor, los términos ATL (Above The Line, Sobre la línea) y BTL (Below The Line, Bajo la línea) fueron acuñados por la empresa Procter & Gamble, quien para la gestión de su ingente presupuesto en comunicaciones de marketing, se servía de una línea con la que separaba los costes que conllevaban comisión para las agencias de publicidad (que se situaban encima de la línea), de los que no (que se situaban debajo de la línea). En origen las comunicaciones que se situaban por encima de la línea eran las correspondientes a radio, televisión, prensa, soportes exteriores y cine.
La historia contada sobre el nacimiento del término "ATL" es incierta. Este término lleva utilizándose en el mercado anglosajón por lo menos desde mediados de la años 80, bastante tiempo antes de esa reunión entre Ogilvy su cliente.
Para algunas fuentes, la "mercadotecnia de guerrilla" es una modalidad de "BTL", pero no puede decirse que la "mercadotecnia de guerilla" y el "BTL" son la misma cosa.

## Herramientas
Las herramientas BLT incluyen el stopper.

## TTL y OTL
El marketing Through The Line (TTL), consiste en desarrollar sinergia entre las acciones de publicidad ATL y BTL.
Las campañas publicitarias OTL (On The Line) son las que se desarrollan en internet (en línea).